# Citharacanthus
Citharacanthus es un género de arañas migalomorfas de la familia Theraphosidae. Son originarias de Centroamérica y las Antillas.  

## Especies
Según The World Spider Catalog 11.0:
- Citharacanthus alayoni Rudloff, 1995
- Citharacanthus cyaneus (Rudloff, 1994)
- Citharacanthus livingstoni Schmidt & Weinmann, 1996
- Citharacanthus longipes (F. O. Pickard-Cambridge, 1897)
- Citharacanthus meermani Reichling & West, 2000
- Citharacanthus niger Franganillo, 1931
- Citharacanthus sargi (Strand, 1907)
- Citharacanthus spinicrus (Latreille, 1819)